# Gauchy
Gauchy település Franciaországban, Aisne megyében. Lakosainak száma 5197 fő (2022. január 1.). Gauchy Grugies, Neuville-Saint-Amand, Saint-Quentin és Urvillers községekkel határos.

## Népesség
A település népessége az elmúlt években az alábbi módon változott:
| Lakosok száma | 4218 | 5612 | 5736 | 5702 | 5351 | 5335 | 5276 | 5235 | 5216 | 5197 |
|               | 1968 | 1982 | 1990 | 2006 | 2013 | 2015 | 2017 | 2019 | 2020 | 2022 |